# 比卢
比卢（法語：Bullou，法語發音：[bylu]）是法国厄尔-卢瓦省的一个市镇，属于沙托丹区。2018年，比卢与市镇当若和梅济耶尔欧佩什合并为新的当若。

## 地理
比卢（48°14'33"N, 1°15'5"E）面积9.14 平方千米，位于法国中央-卢瓦尔河谷大区厄尔-卢瓦省，该省份为法国北部内陆省份，北起顺时针与厄尔省、伊夫林省、埃松省、卢瓦雷省、卢瓦-谢尔省、萨尔特省和奧恩省接壤。
与比卢接壤的市镇（或旧市镇、城区）包括：圣阿维莱盖斯皮埃、维约维克、耶夫尔。
比卢的时区为UTC+01:00、UTC+02:00（夏令时）。

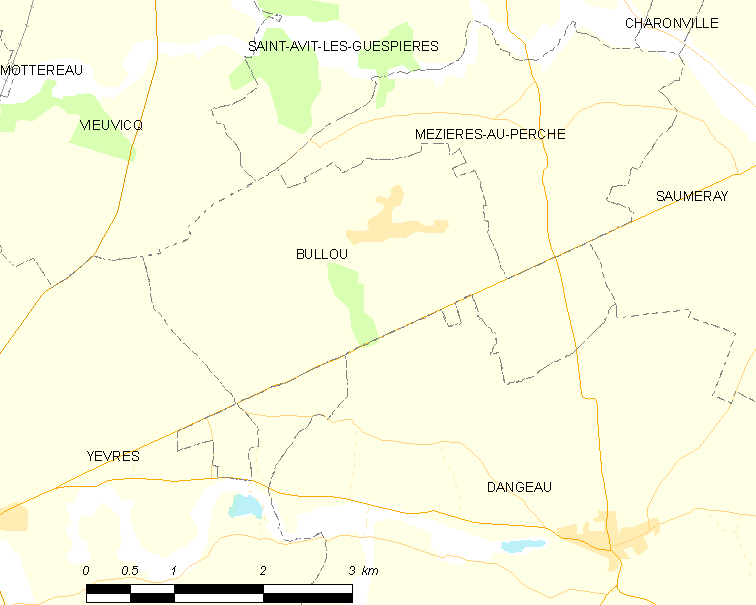
比卢的OSM定位图

## 行政
比卢的邮政编码为28160，INSEE市镇编码为28066。

## 政治
比卢所属的省级选区为沙托丹县。

## 人口

1962-2008年间比卢人口变化图示

比卢于2015时的人口数量为238人。